# 李瑚 (历史学家)
李瑚（1926年5月17日—2013年12月19日），辽宁锦州人，中国历史学家，中国社会科学院近代史研究所研究员，中国社会科学院荣誉学部委员。